# ولاية جوناغاد
جوناغاد هي ولاية أميرية في غوجارات حكمتها سلالة باباي المسلمة في الهند البريطانية، حتى انضمامها إلى الاتحاد الهندي في 1948.

## معرض صور

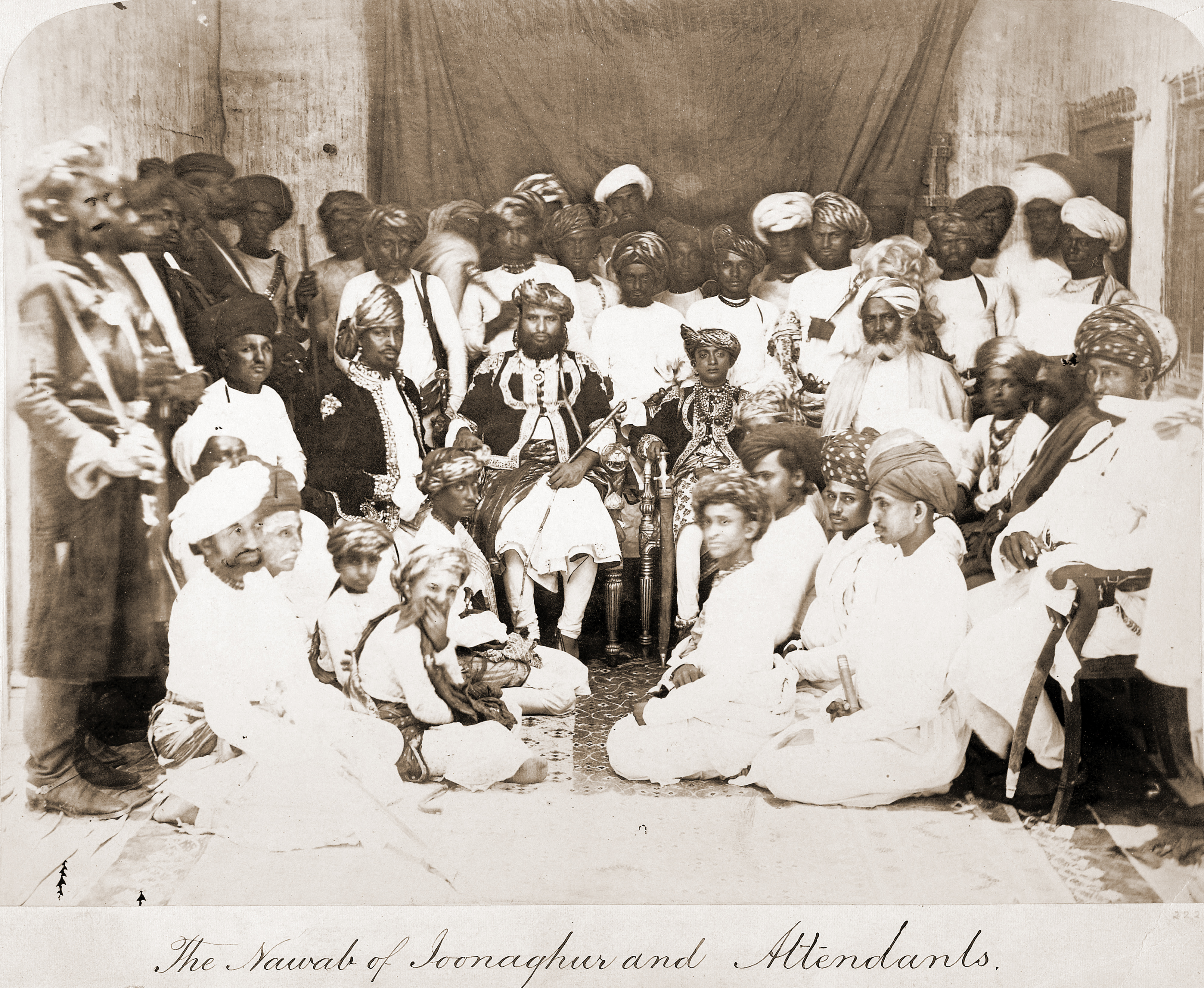
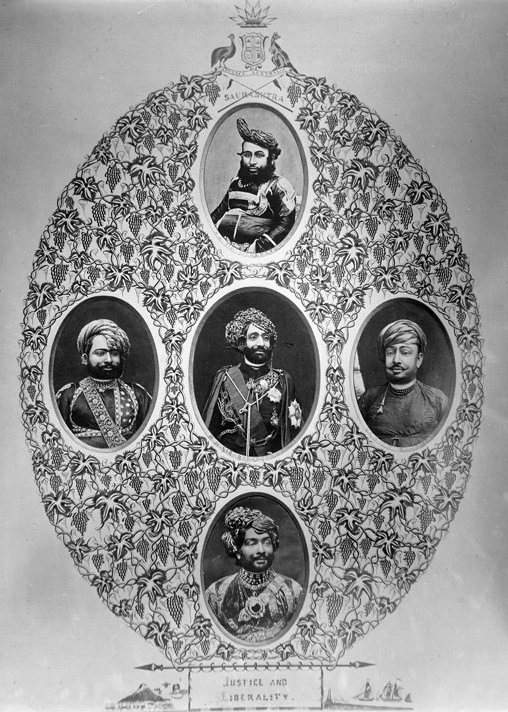
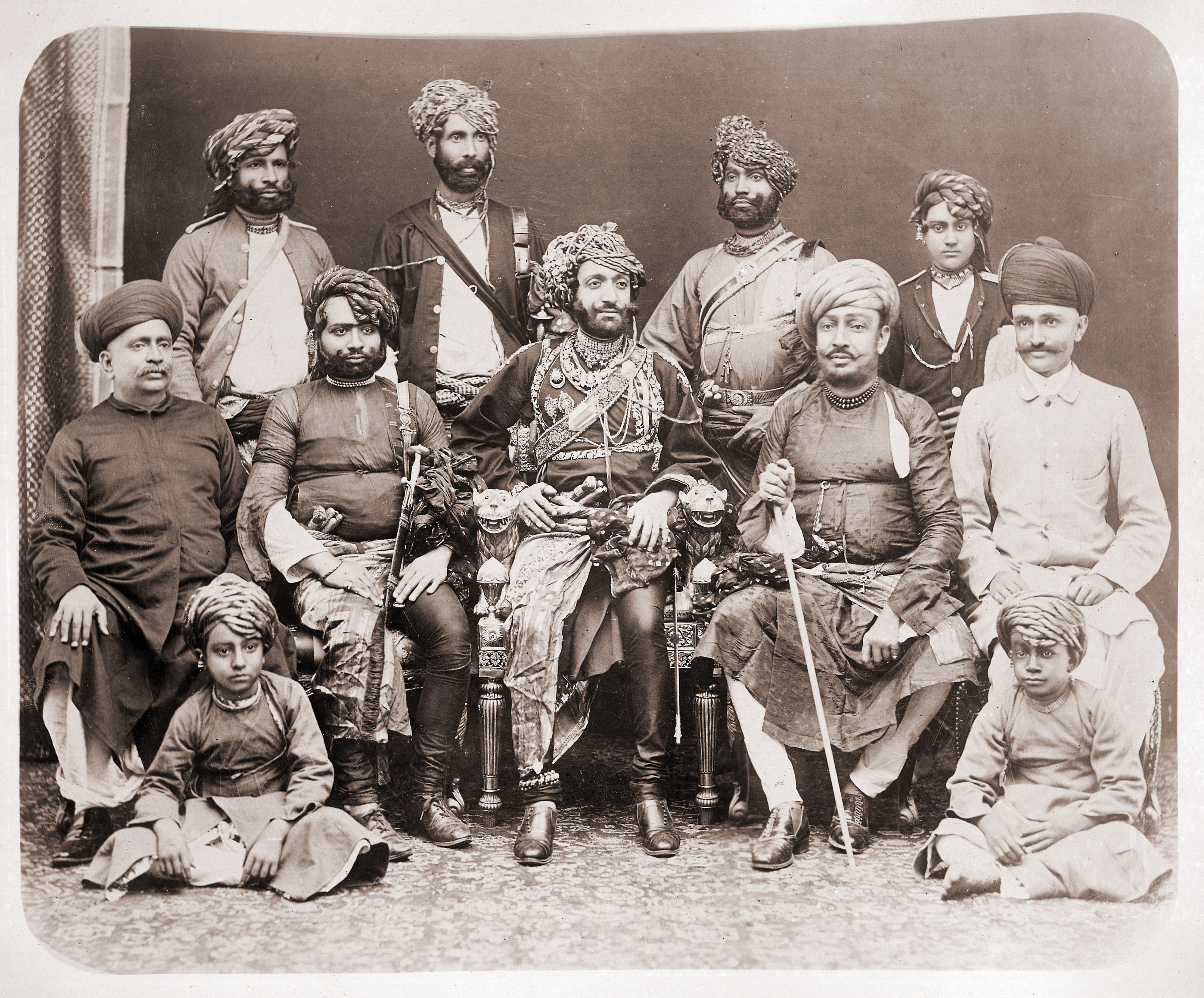
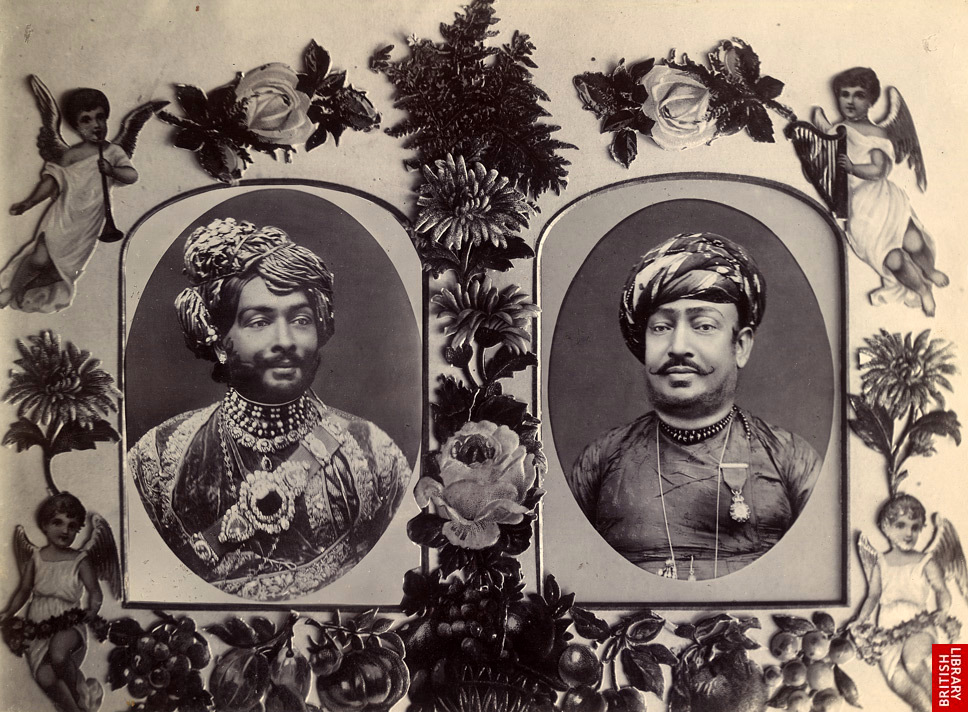

## أعلام
- محمد محبة خان الثالث